# Deathwitch
Deathwitch war eine schwedische Metal-Band, die 1995 in Göteborg gegründet wurde und sich 2005 auflöste.

## Geschichte
Die Band wurde im Jahr 1995 von Niklas „Terror“ Rudolfsson gegründet. Das Projekt war zunächst ein Nebenprojekt Rudolfssons, der zudem noch unter anderem bei Sacramentum und Runemagick tätig war. Kurz darauf hatte sich eine feste Besetzung gebildet, mit Rudolfsson an der E-Gitarre und am Schlagzeug, Robert „Reaper“ Pehrsson als Sänger, Fredrik „Af Necrohell“ Johnsson an der E-Gitarre und Emma „Lady Death“ Karlsson am Bass. Die Band unterzeichnete einen Vertrag bei Desecration Records/Necropolis Records und nahm das Debütalbum Triumphant Devastation im Herbst 1995 auf, ehe es 1996 veröffentlicht wurde. Johnsson und Karlsson verließen kurze Zeit später die Band wieder. Es folgte das nächste Album Dawn of Armageddon über Desecration Records im Jahr 1997. Kurz nach der Veröffentlichung verließ Pehrsson die Band, woraufhin Rudolfsson zum Sängerposten wechselte und Corpse als Schlagzeuger zur Band kam. Als neuer Bassist stieß Peter „Carnivore“ Palmdahl (Ex-Dissection) und als zweiter Gitarrist Doomentor zur Besetzung. In dieser Besetzung begab sich die Band in die Los Angered Recording Studios. Bei diesen Aufnahmen entstand das Album The Ultimate Death, das 1998 über Necropolis Records erschien. Im Jahr 1999 ging die Band erneut in die Los Angered Recording Studios. Material von diesen Aufnahmen sowie von übrigem Material von der Aufnahmesession zu The Ultimate Death erschien noch im selben Jahr als Album Monumental Mutilations über Necropolis Records. Nach der Veröffentlichung verließen Palmdahl und Corpse die Band. Im Jahr 2002 bestand die Band aus Rudolfsson, der den Gesang übernahm und die E-Gitarre und den Bass spielte, dem Gitarristen Slade Doom und dem Schlagzeuger Dan Slaughter. in dieser Besetzung nahm die Band das Album Deathfuck Rituals auf, das gegen Ende 2002 über Hellspawn Records erschien. Im Jahr 2003 wechselte die Band zu Wicked World Records, einem Sub-Label von Earache Records. Im selben Jahr wurde Dan Slaughter kurzzeit durch Schlagzeuger Morbid Juttu, woraufhin sich die Band in das Fuck Recording and Magick Sound Studio begab, um das Album Violence Blasphemy Sodomy aufzunehmen. Nach den Aufnahmen kehrte Dan Slaughter zur Band zurück. Das Album erschien 2004 über Wicked World Records. Im Jahr 2005 löste sich die Band auf.

## Stil
Die Band selbst bezeichnete ihre Musik „Primitive Thrash-Death-Black-Metal“. Auf The Ultimate Death spielte die Band klassischen, aggressiven und einfach gesrtickten Death Metal, vergleichbar mit den Werken von Dissection. Das Album Violence Blasphemy Sodomy handelte von Themen wie Blut, Gewalt, Sex und Satan. Es wird als eine Mischung aus Black- und Death-Metal, mit Thrash-Metal-Einflüssen aus der San Francisco Bay Area beschrieben, wobei das Album Erinnerungen an alte Aufnahmen von Venom, Repulsion und Death erinnert.

## Diskografie
- 1996: Triumphant Devastation (Desecration Records)
- 1997: Dawn of Armageddon (Desecration Records)
- 1998: The Ultimate Death (Necropolis Records)
- 1999: Monumental Mutilations (Necropolis Records)
- 2002: Deathfuck Rituals (Hellspawn Records)
- 2004: Violence Blasphemy Sodomy (Wicked World Records)